# Impasse du Gril
 (septembre 2010).
Si vous disposez d'ouvrages ou d'articles de référence ou si vous connaissez des sites web de qualité traitant du thème abordé ici, merci de compléter l'article en donnant les références utiles à sa vérifiabilité et en les liant à la section « Notes et références ».
L'impasse du Gril (néerlandais : Roostergang) s'ouvre entre les numéros 98 et 100 de la rue de Flandre à Bruxelles.
Cette impasse est un vestige du chemin qui, au Moyen Âge, longeait par l’intérieur les petits remparts (enceinte intermédiaire entre la première et la seconde enceinte de la ville), ouvrages de défense en rapport avec la Verlorencost Poort.
Elle suivait, à l'intérieur de la ville, la même courbe que la rue Rempart des Moines jusqu'à l'actuelle rue Notre-Dame du Sommeil.
Sur tout son parcours, elle longeait ou traversait un vaste domaine médiéval dénommé den Rosier, situé entre les jardins du couvent des Dames Blanches et les petits remparts : c’est pourquoi ce chemin avait été appelé Rosierstreetken ; une mauvaise lecture de Rosier a pu donner Roster, puis Rooster : « impasse du Gril » ou « de la Grille ».
En 1530, le couvent de Jéricho est autorisé à enclaver la ruelle du Rosier et y installer une porte d’accès à ses jardins qui longeaient l’arrière des propriétés de la rue de Flandre (côté pair). Le chemin est ainsi devenu une impasse.
En 1866, l’impasse du Gril comptait 5 maisons pour 5 foyers et 27 habitants. Avec la création de la rue Lepage à partir de 1912, l’impasse a encore été raccourcie et toutes les maisons ont été démolies.